# 静岡県道184号白糸富士宮線
静岡県道184号白糸富士宮線（しずおかけんどう184ごう しらいとふじのみやせん）は、静岡県富士宮市内を通る一般県道である。

## 概要

### 路線データ
- 起点：静岡県富士宮市原字白糸（静岡県道414号富士富士宮線交点）
- 終点：静岡県富士宮市西町（静岡県道25号富士宮芝川線交点）

## 沿革
- 1960年（昭和35年）4月1日 - 認定[1]

## 地理

### 通過する自治体
- 静岡県富士宮市

### 接続する道路
- 静岡県道414号富士富士宮線（起点：富士宮市原字白糸）
- 静岡県道75号清水富士宮線（富士宮市上条）
- 国道469号（下条交差点）

この間北行き一方通行の区間あり（富士宮市朝日町地内 - 西富士宮駅北交差点）
- 静岡県道182号三沢富士宮線（西富士宮駅北交差点）
- 静岡県道25号富士宮芝川線（終点：西町交差点）

### 周辺
- JR身延線 西富士宮駅
- 富士宮市役所 白糸出張所
- 静岡県立高等農業学園
- 富士宮市立白糸小学校
- 富士宮市立上野小学校
- 富士宮市立上野中学校
- 富士宮市立富丘小学校
- 富士宮市立貴船小学校
- 白糸の滝
- 音止めの滝
- 上野郵便局
- 富士宮青木郵便局
- 森永乳業 富士工場
- 青木平団地（住宅団地）